# Carlinhos Felix (álbum)
Carlinhos Felix é o segundo álbum de estúdio do cantor homônimo, lançado em 1992 pela gravadora Line Records. Embora tenha tido menor destaque que seu anterior, o disco é lembrado pelas músicas "Nós Dois" e "Chance", além de apresentar algumas reflexões críticas a respeito da natureza e aquecimento global em "Tempo Fugaz" e "Sol da Justiça". Foi produzido pelo próprio músico.

## Antecedentes
Em 1991, Carlinhos Felix lançou seu primeiro álbum solo, Coisas da Vida. O projeto se destacou por músicas de Carlinhos como intérprete e também composições autorais, como "Velhos, Vidas e Verde", que tinha uma temática ambientalista. Depois disso, o cantor lançou pelo Rebanhão o projeto Pé na Estrada, que foi o último trabalho da formação clássica da banda. Ainda em 1991, Felix decidiu deixar o grupo e focar em sua carreira solo.

## Gravação
Carlinhos Felix, como álbum autointitulado, manteve a parceria de Carlinhos com o guitarrista Paulinho Guitarra e participação de Pedro Braconnot, do Rebanhão, em duas faixas. A obra manteve temáticas ambientais presentes no projeto anterior, como "Sol da Justiça" e "Tempo Fugaz".

## Lançamento e recepção
| Críticas profissionais | Críticas profissionais |
| Avaliações da crítica  | Avaliações da crítica  |
| Fonte                  | Avaliação              |
| ---------------------- | ---------------------- |
| O Propagador           | [ 5 ]                  |
| Super Gospel           | [ 6 ]                  |

Carlinhos Felix foi lançado em 1992 pela gravadora Line Records e, retrospectivamente, recebeu avaliações favoráveis da mídia especializada. O guia discográfico do O Propagador atribuiu uma cotação de 3,5 estrelas de 5 para o álbum, afirmando que "o disco conta com bons arranjos, com um repertório de não tanto destaque".
Em crítica retrospectiva para o Super Gospel, o álbum foi definido por uma mistura de temáticas urbanas e influência pop. Com cotação de 4 estrelas de 5 e considerado "um dos melhores momentos de sua carreira, Carlinhos Felix é o retrato de um período artístico, cujo contexto de Rio 92 implicava atenções crescentes para temáticas ambientais-sociais, com a preocupação de ter, no cenário evangélico de movimento gospel, uma reflexão mais contundente da vida cotidiana".

## Faixas
A seguir lista-se as faixas, compositores e durações de cada canção de Carlinhos Felix, segundo o encarte do disco.
| Lado A |                  |                                |         |  |
| N.º    | Título           | Compositor(es)                 | Duração |  |
| 1.     | "Tempo Fugaz"    | Carlinhos Felix                | 3:39    |  |
| 2.     | "Sol da Justiça" | Carlinhos Felix e Joran        | 3:34    |  |
| 3.     | "Recomeçar"      | Carlinhos Felix e Jorge Guedes | 4:00    |  |
| 4.     | "Nós Dois"       | Joran e Orlando César          | 4:22    |  |
| 5.     | "Futuro"         | Carlinhos Felix                | 3:08    |  |

| Lado B |                  |                                     |         |  |
| N.º    | Título           | Compositor(es)                      | Duração |  |
| 1.     | "Chance"         | Jorge Guedes                        | 4:08    |  |
| 2.     | "O Amor é Forte" | Carlinhos Felix                     | 3:55    |  |
| 3.     | "Certeza"        | Carlinhos Felix                     | 3:09    |  |
| 4.     | "Ruas"           | Carlinhos Felix e Paulinho Guitarra | 3:55    |  |
| 5.     | "Tenho Você"     | Jorge Guedes                        | 4:03    |  |

## Ficha técnica
A seguir estão listados os músicos e técnicos envolvidos na produção de Carlinhos Felix:
Banda
- Coordenação: Carlinhos Felix
- Arranjos de Base: Marcos Nemrichter, Zé Canuto e Carlinhos Felix
- Baixo: Mazinho Ventura
- Guitarra e Violão: Paulinho Guitarra
- Bateria: Sergio Batera
- Percussão: Bené
- Teclados: Marcos Nemrichter
- Sax e Teclados: Zé Canuto
- Teclados, Programação de Teclados e Baterias nas músicas "Futuro" e "Chance": Pedro Braconnot
- Teclados Base na música "Chance": Jorge Guedes
- Vocais: Natan Brito, Marcos Brito, Jolce Amaro

Equipe técnica
- Diretor Executivo: Joseph Danon
- Diretor Artístico: Durval Ferreira
- Gerente Artístico: Tonny Sabetta
- Produção: Carlinhos Felix
- Engenheiro de Gravação: Jackson Paulino e Rafael Azulay
- Engenheiro de Mixagem: Jackson Paulino
- Assistentes de Gravação e Mixagem: Pedro Paulo Motta e Rodrigo Benévolo
- Masterizado Por: Jackson Paulino
- Corte: Oswaldo (BMG - SP)
- Supervisão de Corte: Jackson Paulino
- Fotos: Ivan Klingen
- Design Capa: Ricardo Pissiali
- Projeto Gráfico: Alfredo Rodrigues
- Produzido por Record Produções e Gravações LTDA.